# A Dios Momo
A Dios Momo – urugwajski film dramatyczny z 2006 roku oparty na scenariuszu i reżyserii Leonarda Ricagni. Wyprodukowany przez True Cinema. Zdjęcia do filmu kręcono w Urugwaju.
Premiera filmu miała miejsce 27 lutego 2007 roku w Burkinie Faso.

## Opis fabuły
Film opowiada historię jedenastoletniego chłopca imieniem Obdulio, który sprzedaje gazety i mieszka ze swoją babcią oraz dwiema siostrami. Wszyscy próbują przekonać Obdulio, by poszedł do szkoły i się uczył, ale on jako „pracujący mężczyzna” odmawia tego polecenia. Pewnego razu chłopiec widzi tajemniczego mężczyznę.

## Obsada
- Mathias Acuna jako Obdulio
- Jorge Esmoris jako Barrilete
- Washington Luna
- Marco DaCosta
- Marcel Keoroglian
- Carmen Abella